# Tardschīh
Tardschīh (arabisch ترجيح, DMG tarǧīḥ ‚Bestimmung des Übergewichts, Bevorzugung‘) ist ein Verfahren der islamischen Rechtswissenschaft, bei dem zwei gleichartige, aber einander widersprechende Beweise gegeneinander abgewogen werden, um denjenigen zu bestimmen, der das größere Gewicht hat. Als Beweise kommen vor allem Hadithe sowie die Ergebnisse von Analogieschlüssen in Betracht. Die Regeln für die Durchführung des Tardschīh werden in den Werken der islamischen Rechtstheorie beschrieben. Hier werden auch ausschlaggebende Kriterien (muraǧǧiḥāt) aufgelistet, anhand derer sich der Beweis mit dem größeren Gewicht bestimmen lässt.
Einer der ersten Texte, in dem das Tardschīh-Konzept behandelt wurde, war das Werk „Die Abschnitte über die Grundlagen“ (al-Fuṣūl bi-l-uṣūl) des von der Muʿtazila beeinflussten Rechtsgelehrten al-Dschassās (gest. 981). Den muslimischen Gelehrten der nach-formativen Periode hat das Konzept des Tardschīh große Entscheidungsspielräume eröffnet, insbesondere nachdem sein Anwendungsbereich auf die Abwägung von Lehrmeinungen verschiedener Rechtsschulen ausgeweitet wurde.

## Grundlagen

### Sprachliche Ableitung und Definitionen
Grammatisch ist tarǧīḥ das Verbalsubstantiv zum zweiten Stamm des arabischen Verb raǧaḥa, das das Sich-Senken der Waagschale unter dem Übergewicht (ruǧḥān) bezeichnet. Der zweite Stamm hat kausative Funktion und hat die Bedeutung von „das Übergewicht geben, überwiegen lassen, mehr Gewicht legen auf, für gewichtiger halten, bevorzugen, vorziehen.“ Betont wird, dass dieser Vorgang „nach dem Eintreten des Gleichgewichts zwischen den beiden Waagschalen“ (baʿda ṯubūt al-muʿādala baina kaffatai al-mīzān) erfolgt. Dasjenige, das mehr Gewicht hat, wird auf Arabisch als ar-rāǧiḥ bezeichnet, das Überwogene al-marǧūḥ genannt.
Hinsichtlich seiner terminologischen Bedeutung definierte der andalusische Gelehrte al-Bādschī (gest. 1081) Tardschīh als „die Darlegung des Vorzugs eines Beweises gegenüber dem anderen Beweis.“ Nach der Definition des Schafiiten al-Āmidī bedeutet Tardschīh „die Verbindung eines von zwei Sachverhalten, die trotz ihrer Unvereinbarkeit bei dem Desiderat zur Beweisführung geeignet sind, mit der Verpflichtung, sich daran zu halten, und die gleichzeitige Vernachlässigung des anderen Sachverhalts“. Der hanbalitische Gelehrte Nadschm ad-Dīn at-Tūfī erklärte Tardschīh, wie folgt: „Es ist die Handlung des Abwägenden, der einen Beweis untersucht, und die Voranstellung einer der beiden Methoden, die zur Erlangung der Kenntnis des Urteils geeignet sind, aufgrund der Tatsache, dass dieser Methode eine besondere Beweiskraft zukommt.“ Nach der hanafitischen Lehre ist Tardschīh „das Aufzeigen des Überschusses bei einem von zwei gleichartigen Dingen gegenüber dem anderen durch etwas, das nicht von ihm unabhängig ist.“

### Begründungen und Kritik
Fachr ad-Dīn ar-Rāzī und al-Āmidī begründeten die Pflicht zum Tardschīh und der Gültigkeit seines Ergebnisses mit drei Argumenten:
1. mit dem Konsens der Prophetengefährten, da schon diese verschiedene Hadithe anderen vorgezogen haben sollen. Als Beispiel wird auf einen Hadith von Aischa bint Abi Bakr zum Ghusl verwiesen, den die Prophetengefährten einem Hadith von Abū Huraira vorzogen.
2. damit, dass es dem ʿUrf entspricht, beim Vorliegen zweier unvereinbarer Vermutungen derjenigen zu folgen, die das größere Gewicht hat. Fachr ad-Dīn ar-Rāzī verweist in diesem Zusammenhang auf das Diktum von ʿAbdallāh ibn Masʿūd: „Was die Muslime als gut ansehen, ist auch bei Gott gut“ (mā raʾā-hu l-muslimūn ḥasanan fa-hwa ʿinda Llāhi ḥasan).
3. damit, dass es nach spontaner Einsicht (fī badāhat al-ʿaql) unerwünscht ist, sich an etwas zu halten, das weniger wahrscheinlich ist als etwas anderes.[10]

Al-Āmidī erörtert zusätzlich die koranische Aufforderung in Sure 59:2 „Denkt nach, die ihr Einsicht habt!“ und das überlieferte Prophetenwort: „Wir urteilen nach der äußeren Erscheinung (aẓ-ẓāhir) und überlassen die verborgenen Dinge Gott“ als mögliche Begründungen für das Tardschīh-Verfahren.
Es gab nur sehr wenige namhafte muslimische Gelehrte, die das Konzept des Tardschīh gänzlich abgelehnt haben. Zu ihnen gehörte al-Bāqillānī. Er begründete seine Ablehnung des Tardschīh damit, dass auch bei einem Prozess die Aussagen von vier Zeugen nicht stärker gewichtet werden als von zweien, weil allein entscheidend sei, dass zwei Zeugen existierten. Al-Āmidī hielt dem entgegen, dass nach seiner eigenen Auffassung die Aussagen von vier Zeugen sehr wohl höher gewertet werden müssten als die von zweien.
Ein moderner Kritiker des Tardschīh war der radikal-konservative ägyptische Fernsehseelsorger Mustafā Mahmūd. In seinem 1979 publizierten Buch „Der Koran – ein Versuch, meine Zeit zu verstehen“ (al-Qurʾān - muḥāwa li-fahm ʿaṣrī), in dem er einschlägigen Reformansätzen eine scharfe Abfuhr erteilte, schrieb er: „Nur Religion (dīn) führt zu sicherem Wissen, keinesfalls aber Skepsis (šakk), Wahrscheinlichkeit (iḥtimāl) oder das Abwägen (tarǧīḥ).“

### Anwendungsbereich und Voraussetzungen
Nach allgemeiner Lehre darf der Tardschīh allerdings nur auf probative Beweise (adilla ẓannīya) angewandt werden, nicht jedoch auf definitive Beweise (adilla qaṭʿīya) wie zum Beispiel Textbelege aus dem Koran, weil diese grundsätzlich als widerspruchsfrei gelten. Stößt der Mudschtahid bei definitiven Beweisen auf einen vermeintlichen Widerspruch, kann er diesen nur durch Rückgriff auf Abrogation lösen oder muss sich des Urteils enthalten. Zu den probativen Beweisen, auf die der Tardschīh anwendbar sein soll, gehören nach at-Tūfī „gehörte Formulierungen“ (alfāẓ masmūʿa) und „rationale Bedeutungen“ (maʿānī maʿqūla). Zu ersteren rechnet er Buch und Sunna, zu letzteren die Analogschlüsse. Strittig war die Frage, ob der Tardschīh auf ganze Lehrrichtungen anwendbar war. Zu denjenigen, die dies befürworteten, gehörten der Muʿtazilit ʿAbd al-Dschabbār ibn Ahmad und der Hanbalit Nadschm ad-Dīn at-Tūfī.
Asch-Schaukānī nennt drei Voraussetzungen für die Durchführung eines Tardschīh: 1. die Gleichheit des Feststehens (ṯubūt) der beiden Beweise; 2. die Gleichheit der Stärke (qūwa) der beiden Beweise; 3. die Übereinstimmung der beiden Beweise hinsichtlich Zeit, Ort und Aspekt der Beurteilung.
Während allgemein die Auffassung vorherrscht, dass jeder, der die Befähigung zum Idschtihād besitzt, Tardschīh betreiben kann, gab es bei den Hanafiten auch die Auffassung, dass diese Befähigung im Zuge der Schließung des Idschtihād-Tores verlorenging. So meinte zum Beispiel der osmanische Gelehrte Ibn Kamālpascha (gest. 1534), der die hanafitischen Rechtsgelehrten insgesamt in sieben zeitlich aufeinander folgende Klassen einteilte, dass nur in den ersten drei Klassen Idschtihād betrieben wurde, während den nachfolgenden Klassen nur noch die Möglichkeit zum Taqlid offenstand. Aber auch für sie wurde die Möglichkeit zur freien Rechtsfindung im Laufe der Zeit immer weiter eingeschränkt. Die letzten, die Tardschīh betrieben, waren die Gelehrten der fünften Klasse, zu denen Abū l-Husain al-Qudūrī (gest. 1037) und al-Marghīnānī (gest. 1197) gehörten. Sie gingen bei den verschiedenen Überlieferungen in der Weise vor, dass sie sagten: „Das ist passender“ (hāḏā aulā), „das ist von der Überlieferung her richtiger“ (hāḏā aṣaḥḥ riwāyatan), „das ist vom Verständnis her richtiger“ (hāḏā aṣaḥḥ dirāyatan), „das passt besser zum Analogieschluss“ (hāḏā aufaq li-l-qiyās) oder „das ist passender für die Menschen“ (hāḏā aufaq li-n-nās). Deshalb wurden sie die „Leute der Gewichtung“ (aṣḥāb at-tarǧīḥ) genannt.

### Rechtsfolgen
Sobald ein Mudschtahid festgestellt hat, dass ein Argument größeres Gewicht hat als das andere, besteht für ihn die Pflicht, die Normen auf Grundlage dieses überwiegenden Arguments zu formulieren. Auch haben er und seine Anhänger die Pflicht, diese Norm zu befolgen.
Unklar ist, wie der Mudschtahid zu verfahren hatte, wenn er bei seinen Tardschīh-Bemühungen zu dem Ergebnis kommt, dass zwischen den untersuchten Beweisen Gleichgewicht (taʿādul) herrscht. Von al-Bāqillānī wird überliefert, dass er in diesem Fall den Mudschtahid als „die freie Wahl habend“ (muḫaiyar) betrachtete. Der Hanbalit Ibn Qudāma al-Maqdisī äußerte dagegen, dass dem Mudschtahid in diesem Fall die Enthaltung (tawaqquf) obliege. Er dürfe sein Urteil (ḥukm) weder nach einem der beiden fällen, noch habe er die Wahl (taḫyīr) zwischen ihnen. Die Hanafiten urteilten, dass bei erfolglosem Tardschīh ein Wegfall der beiden widersprüchlichen Normen (suqūṭ al-mutaʿāriḍain) mit Rekurs auf Niederrangiges eintrete. Von al-Dschuwainī wird die Aussage überliefert, dass er in diesem Falle einen Gelehrten, der größer ist als er, mit dem Tardschīh beauftragen müsse, weil sich sein Idschtihād als unzulänglich erwiesen habe.

## Die verschiedenen Arten des Tardschīh

### Tardschīh bei Hadithen
Die wichtigste Art des Tardschīh ist der Tardschīh zwischen zwei Überlieferungen (ḫabarain), womit üblicherweise Hadithe gemeint sind. Wenn Überlieferungen im Widerspruch zueinander stehen, kommen allerdings noch andere Methoden zur Abwehr des Widerspruchs in Betracht, so Harmonisierung (ǧamʿ), Abrogation und die Feststellung einer Überlieferungslüge (kiḏb ar-rāwī). Hinsichtlich der Reihenfolge, in der diese Methoden zur Anwendung zu bringen sind, werden unterschiedliche Positionen vertreten. Abū Ishāq asch-Schīrāzī meinte zum Beispiel, dass zunächst mit Harmonisierung und Abrogation operiert werden müsse und erst dann, wenn beide kein Ergebnis erbracht hätten, man zum Tardschīh übergehen solle.  Die Hanafiten dagegen stellten den Tardschīh über die Harmonisierung. und legten insgesamt folgende Reihenfolge fest: Abrogation, Tardschīh, Harmonisierung. Die Vorrangstellung der Abrogation gegenüber dem Tardschīh wurde damit begründet, dass sie aus dem Koran selbst ableitbar ist, während der Tardschīh vom Mudschtahid herrührt. Der Hanbalit Ibn Qudāma al-Maqdisī meinte, dass zunächst die Möglichkeit der Überlieferungslüge geprüft werden müsse, dann Harmonisierung und Abrogation ausprobiert und erst zum Schluss die Möglichkeit des Tardschīh in Betracht gezogen werden solle.
Wenn bei Hadithen ein Tardschīh durchgeführt wird, können folgende Anhaltspunkte für die Bewertung der beiden zur Disposition stehenden Hadithe herangezogen werden: 1. der Isnād, d. h. die Überlieferungskette des Hadith, 2. der Matn, d. h. der eigentliche Text der Überlieferung, 3. die Textaussage (madlūl, maʿnā) oder 4. ein außerhalb liegender Sachverhalt herangezogen werden. In allen vier Bereichen können wiederum eine Anzahl verschiedener Kriterien angelegt werden.

#### Gewichtung aufgrund der Überliefererkette
Was den Tardschīh der Überliefererkette (isnād) betrifft, so lässt sich dieser nach al-Āmidī wiederum in zwei Unterkategorien untergliedern:
- den Tardschīh hinsichtlich des Überlieferers (at-tarǧīḥ bi-ʿtibār ar-rāwī). Hier gibt es unter anderem folgende Regeln:[34]
  - Ein Hadith, der von einer größeren Anzahl von Personen überliefert wird, hat größeres Gewicht als einer, der nur von wenigen überliefert wird.
  - Der Hadith, dessen Überlieferer vertrauenswürdiger (auṯaq) oder mit dem besseren Gedächtnis ausgestattet (aḥfaẓ) ist, wird vorgezogen.
  - Der Hadith, dessen Überlieferer unmittelbar an dem in der Überlieferung behandelten Vorfall beteiligt war, hat mehr Gewicht als ein Hadith, bei dessen Überlieferer dies nicht der Fall ist.
  - Der Hadith, dessen Überlieferer häufigeren Umgang mit dem Propheten hatte, soll vorgezogen werden.
  - Al-Āmidī meinte, dass ein Hadith, der durch einen Rechtsgelehrten (faqīh) überliefert wird, anderen Hadithen, bei denen das nicht der Fall war, vorzuziehen sei.[35]
  - Auch der Hadith, dessen Überlieferer einen berühmteren Stammbaum aufzuweisen hatte, sollte vorgezogen werden, weil man bei ihm davon ausgehen konnte, dass er sich noch mehr vor der Lüge hütet.[36]
  - Abū Ishāq asch-Schīrāzī und al-Baidāwī meinten, dass die Überlieferung derjenigen Person, die erst spät zum Islam übergetreten war, der Überlieferung einer anderen Person vorgezogen werden, weil man bei ihnen sicherer sein konnte, dass sie die Sunna des Propheten am Ende seines Lebens widerspiegelte. Al-Āmidī lehrte jedoch das Gegenteil.[37]
- den Tardschīh hinsichtlich der Art der Überlieferung (at-tarǧīḥ bi-ʿtibār nafs ar-riwāya). Zu den diesbezüglichen Regeln gehörte:[38]
  - die Nachricht, die von vielen überliefert wurde (al-ḫabar al-mutawātir), sollte zum Beispiel der Nachricht, die nur durch eine Einzelperson überliefert wurde (ḫabar al-wāḥid), vorgezogen werden.
  - Hadithe, die in den beiden Sahīh-Werken von al-Buchārī und Muslim ibn al-Haddschādsch stehen, sollen anderen Hadithen vorgezogen werden.
  - Desgleichen sollte die Überlieferung, bei deren Weitergabe eine Lesung (qirāʾa) stattgefunden hatte, derjenigen, bei der der Scheich lediglich eine Idschāza erteilt hatte, vorgezogen werden.

#### Gewichtung aufgrund des Textes
Als Anhaltspunkte für den Tardschīh aufgrund des Matn, des eigentlichen Textes der Überlieferung, werden wiederum verschiedene Kriterien genannt:
- Eine Aussage, die eine Aufforderung (amr) enthält, hat größeres Gewicht als eine Aussage, die eine Erlaubnis (ibāḥa) enthält.
- eine spezifische Aussage wird einer allgemein gehaltenen Aussage vorgezogen.
- eine Haqīqa-Aussage ist einer Madschāz-Aussage vorzuziehen.
- eine vollständige Aussage ist einer elliptischen Aussage vorzuziehen.
- eine Aussage, die von einer Bekräftigung (taʾkīd) oder Drohung (tahdīd) begleitet wird, ist anderen Aussagen vorzuziehen.
- Wenn bei einer Überlieferung der Grund für die Normensetzung genannt wird, bei der anderen dagegen nicht, soll erstere bevorzugt werden.

#### Gewichtung aufgrund des Inhalts
Al-Āmidī nennt insgesamt elf Tardschīh-Regeln, die den Inhalt (madlūl) betreffen, asch-Schaukānī neun. Hierzu gehören zum Beispiel folgende Regeln:
- die Überlieferung, die ein Verbot enthält, soll derjenigen, die eine Erlaubnis enthält, vorgezogen werden.
- die Überlieferung, die ein Verbot enthält, soll derjenigen, die eine Pflicht auferlegt, vorgezogen werden.
- eine Aussage (qaul) des Propheten zu einer Frage hat größeres Gewicht als seine diesbezügliche Handlungsweise (fiʿl).[41]
- Überlieferungen mit einer Aufforderung zur Vorsicht (iḥtiyāṭ) soll der Vorzug gegeben werden vor anderen, die diesen Aspekt nicht aufweisen.[42]
- die Überlieferung, die den Wegfall einer Hadd-Strafe nach sich zieht, soll einer anderen, bei der das nicht der Fall ist, vorgezogen werden.[43]

Asch-Schaukānī bekräftigt, dass nur die Überlegung (naẓar) eines absoluten Mudschtahid (muǧtahid muṭlaq) Klärung bei solchen Fragen erwirken kann.

#### Gewichtung aufgrund äußerer Sachverhalte
Al-Āmidī nennt insgesamt 15 Tardschīḥ-Regeln, die äußere Faktoren betreffen, also nicht unmittelbar mit dem Textbeleg selbst zu tun haben. Asch-Schaukānī reduziert ihre Anzahl auf zehn. Hierzu gehören:
- Hadithe, die durch andere Belege aus Koran, Sunna oder Qiyās gestützt werden, werden anderen vorgezogen.
- Hadithe, deren Inhalt mit der Handlungsweise der rechtgeleiteten Kalifen übereinstimmt, werden anderen vorgezogen.
- Hadithe, die von den Gelehrten von Mekka und Medina überliefert werden oder der Handlungsweise der Bewohner von Medina entsprechen, werden anderen vorgezogen.[46]

### Tardschīh bei Analogieschlüssen
Bei Analogieschlüssen wird ein Tardschīh dann vollzogen, wenn zwei Analogieschlüsse zueinander ausschließenden Ergebnissen führen. Als Anhaltspunkte für die Bewertung der beiden zur Disposition stehenden Analogieschlüsse können herangezogen werden: 1. die Beurteilung (ḥukm) des Ausgangsfalls (aṣl), 2. der Rechtsgrund (ʿilla) für die Beurteilung des Ausgangsfalls, 3. der Zielfall (farʿ); 4. äußere Sachverhalte.
Hinsichtlich der Beurteilung des Ausgangsfalls galt zum Beispiel die Regel, dass Analogieschlüsse, bei denen eine solche Beurteilung definitiv gegeben war, anderen, bei denen sie nur auf bloßer Annahme beruhte, vorzuziehen waren. Des Weiteren sollten Analogieschlüsse, bei denen die Beurteilung des Ausgangsfall von Abrogation betroffen war, nicht so hoch bewertet werden wie solche, bei denen das nicht der Fall war.
Was den Rechtsgrund des Ausgangsfalls anlangt, wird zum Beispiel der explizit im Text genannte Rechtsgrund dem lediglich intellektuell erschlossenen Rechtsgrund vorgezogen. In gleicher Weise überwiegt auch ein Qiyās, bei dem der Rechtsgrund einfach und klar erkennbar ist, einen Qiyās, bei dem der Rechtsgrund verworren ist. Weitere Kriterien für die Höhergewichtung eines Qiyās können die Spezifität und der Grad der Dringlichkeit des Rechtsgrunds sein.
Hinsichtlich der Beurteilung des Zielfalls gilt die Regel, dass diejenige Beurteilung, die sich von mehreren Rechtsgründen ableiten lässt, „passender“ (aulā) ist als diejenige, die sich nur auf einen Rechtsgrund stützt.

## Die Ausweitung des Tardschīh-Prinzips

### Tardschīh zwischen Lehrrichtungen
Einige Gelehrte haben das Prinzip des Tardschīh auf die Ebene der verschiedenen Lehrrichtungen ausgeweitet. So hat al-Dschuwainī (gest. 1085) mit Muġīṯ al-ḫalq fī tarǧīḥ al-qaul al-ḥaqq eine Schrift über die Bevorzugung des schafiitischen Madhhab erstellt. Der hanbalitische Gelehrte Nadschm ad-Dīn at-Tūfī (gest. 1316) erklärte, dass bei den Lehrrichtungen ein Tardschīh sowohl allgemein (iǧmālan) als auch in Einzelfragen (tafṣīlan) möglich sei, wenn dieser aufgrund eines Beweises erfolge (iḏā dalla ʿalai-hi d-dalīl). So könne man beispielsweise sagen, dass der Madhhab von Abū Hanīfa hinsichtlich der Richtigkeit seines Analogieschlusses und seiner Berücksichtigung der „beeinflussenden Entsprechungen“ (al-munāsabāt al-muʾaṯṯira) allen anderen Lehrrichtungen vorzuziehen sei, während umgekehrt die anderen Lehrrichtungen hinsichtlich ihrer Verwendung der „gesunden Sunna-Bestimmungen“ (as-sunan aṣ-ṣaḥīḥa) vorzuziehen seien. Den zāhiritischen Madhhab könne man vorziehen, weil er sich auf die Überlieferung (aṯar) beschränke, während der Madhhab der Analogieschließer (al-qaiyāsūn) überwogen werde, weil sie Gefahr liefen, willkürlich den Ra'y anzuwenden (li-muḫāṭarati-him at-taṣarruf ar-raʾy).
In gleicher Weise könne man auch sagen, dass ein Problem (masʾala) oder ein Urteil (ḥukm) in dem einen Madhhab mehr für sich habe als in dem anderen. Der Tardschīh bei den verschiedenen Lehrrichtungen erfolge bereits durch den Konsens, denn wer auch immer einen Madhhab gut finde, binde sich an ihn und nehme ihn zur Religion (wa-ttaḫaḏa-hū dīnan). So sei es gekommen, dass der malikitische Madhhab bei den Leuten des Westens vorherrschend ist, der hanafitsche Madhhab bei den Leuten des Ostens, der schafiitische Madhhab bei den Leuten dazwischen und der hanbalitische Madhhab bei den Einwohnern von Gilan. Wer immer an einem Madhhab festhalte, tue das aufgrund von Tardschīh entweder als Idschtihād oder als Taqlid. Da die Muslime das nicht missbilligten, stehe, so at-Tūfī, der Konsens über die Zulässigkeit des Tardschīh bei den Lehrrichtungen fest.
Im heutigen Saudi-Arabien wird Tardschīh in diesem Sinne sogar als eine Pflicht angesehen. So hat Hamad al-Faryān, der frühere stellvertretender Justizminister Saudi-Arabiens, geäußert, dass jeder Gelehrter verpflichtet sei, hinsichtlich der verschiedenen Lehrmeinungen Tardschīh zu betreiben, selbst wenn diese einem anderen Madhhab zugehörten.

### Der Tardschīh-Rat der Muhammadiyah
In der indonesischen Organisation Muhammadiyah, die sich ideologisch an Muhammad Abduh und Raschīd Ridā orientiert, wurde 1927 mit dem Majelis Tarjih ein spezielles Tardschīh-Gremium gegründet. Die Idee war, dass dieses Gremium kontroverse religiöse Fragen klären sollte, um auf diese Weise zur Einigkeit unter den Muslimen beizutragen. Die Bedeutung des Begriffs tarjih bei der Muhammadiyah hat sich im Laufe der Zeit gewandelt. In der frühen Phase der Organisation hatte er noch die Bedeutung von „Abwägung der Lehrmeinungen verschiedener Rechtsgelehrter zu einer bestimmten Frage“. Später hat sich die Bedeutung dieses Begriffs aber ausgeweitet und schließt jetzt jede intellektuelle Bemühung ein, die unternommen wird, um neue Rechtsfälle zu lösen, die noch nicht durch frühere Rechtsgelehrte behandelt wurden. Damit ist der Begriff zu einem Synonym für Idschtihād geworden. 1995 ist der Name des Gremiums zu „Rat für Tardschīh und Entwicklung des islamischen Denkens“ (Majelis Tarjih dan Pengembangan Pemikiran Islam) abgeändert worden.
Der Majelis Tarjih gibt alle 14 Tage Fatwas zu verschiedenen Problemen heraus und veröffentlicht sie in seinem Presse-Organ Suara Muhammadiyah („Stimme der Muhammadiyah“). Die Fatwas sollen als ein Instrument zur Reinigung des Glaubens und zur Dynamisierung des sozialen Lebens dienen. Eine weitere Aufgabe des Gremiums ist die Formulierung der ideologischen Grundlagen der Muhammadiyah-Bewegung. Der Majelis Tarjih hält regelmäßig Konferenzen ab, bei denen Tardschīh-Beschlüsse (keputusan tarjih) verabschiedet werden, die für die Organisation und ihre Mitglieder bindenden Charakter erhalten, sobald sie vom Zentralen Komitee der Muhammadiyah publik gemacht worden sind.